# 查尔斯·哈特威尔·博内斯蒂尔三世
查尔斯·哈特威尔·博内斯蒂尔三世（Charles Hartwell Bonesteel III，1909年9月26日—1977年10月13日）是一名美国军事指挥官，是小查尔斯·哈特威尔·博内斯蒂尔少将的儿子和老查尔斯·H·博内斯蒂尔少校（1851年出生-1902年逝世 ）的孙子。 他在第二次世界大战和朝鲜战争期间在美国陆军服役。 在 1960 年代，他在朝鲜非军事区冲突期间担任联合国军指挥官(1966–69) 。